# Saint-Maurice-le-Vieil
Saint-Maurice-le-Vieil ist eine französische Gemeinde mit 372 Einwohnern (Stand: 1. Januar 2022) im Département Yonne in der Region Bourgogne-Franche-Comté; sie gehört zum Arrondissement Auxerre und zum Kanton Charny Orée de Puisaye. Die Bewohner werden Viel-Mauriciens und Viel-Mauriciennes genannt.

## Geographie
Saint-Maurice-le-Vieil liegt etwa 18 Kilometer westnordwestlich von Auxerre am Tholon. Umgeben wird Saint-Maurice-le-Vieil von den Nachbargemeinden Saint-Maurice-Thizouaille im Norden, Poilly-sur-Tholon im Osten und Nordosten, Égleny im Süden sowie Le Val d’Ocre im Westen.

## Bevölkerungsentwicklung

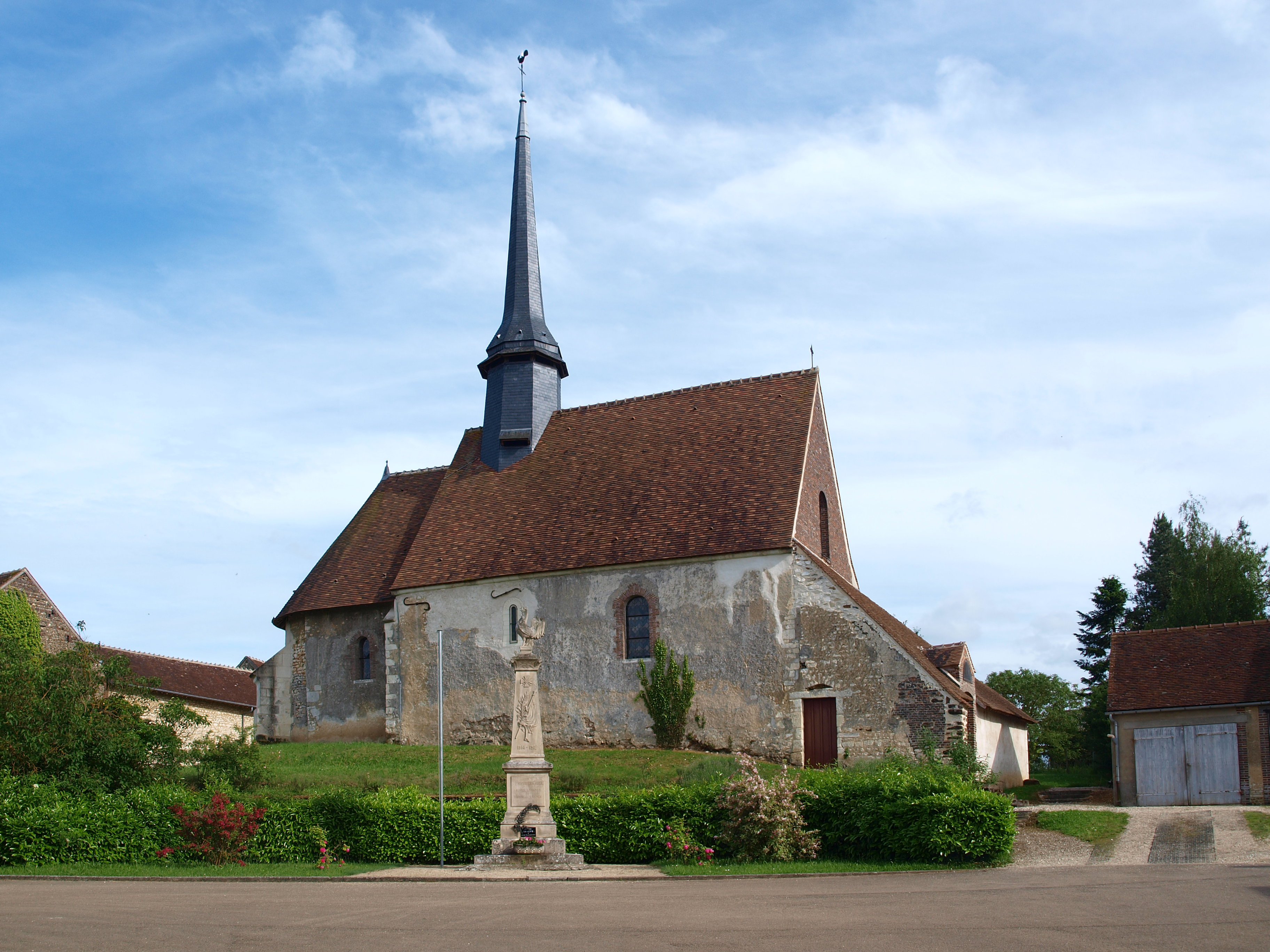
Kirche Saint-Léger

| Jahr                       | 1962 | 1968 | 1975 | 1982 | 1990 | 1999 | 2006 | 2013 | 2020 |
| Einwohner                  | 248  | 226  | 203  | 228  | 211  | 217  | 261  | 352  | 372  |
| Quellen: Cassini und INSEE |      |      |      |      |      |      |      |      |      |

## Sehenswürdigkeiten
- Kirche Saint-Léger